# Gregorio el Patricio

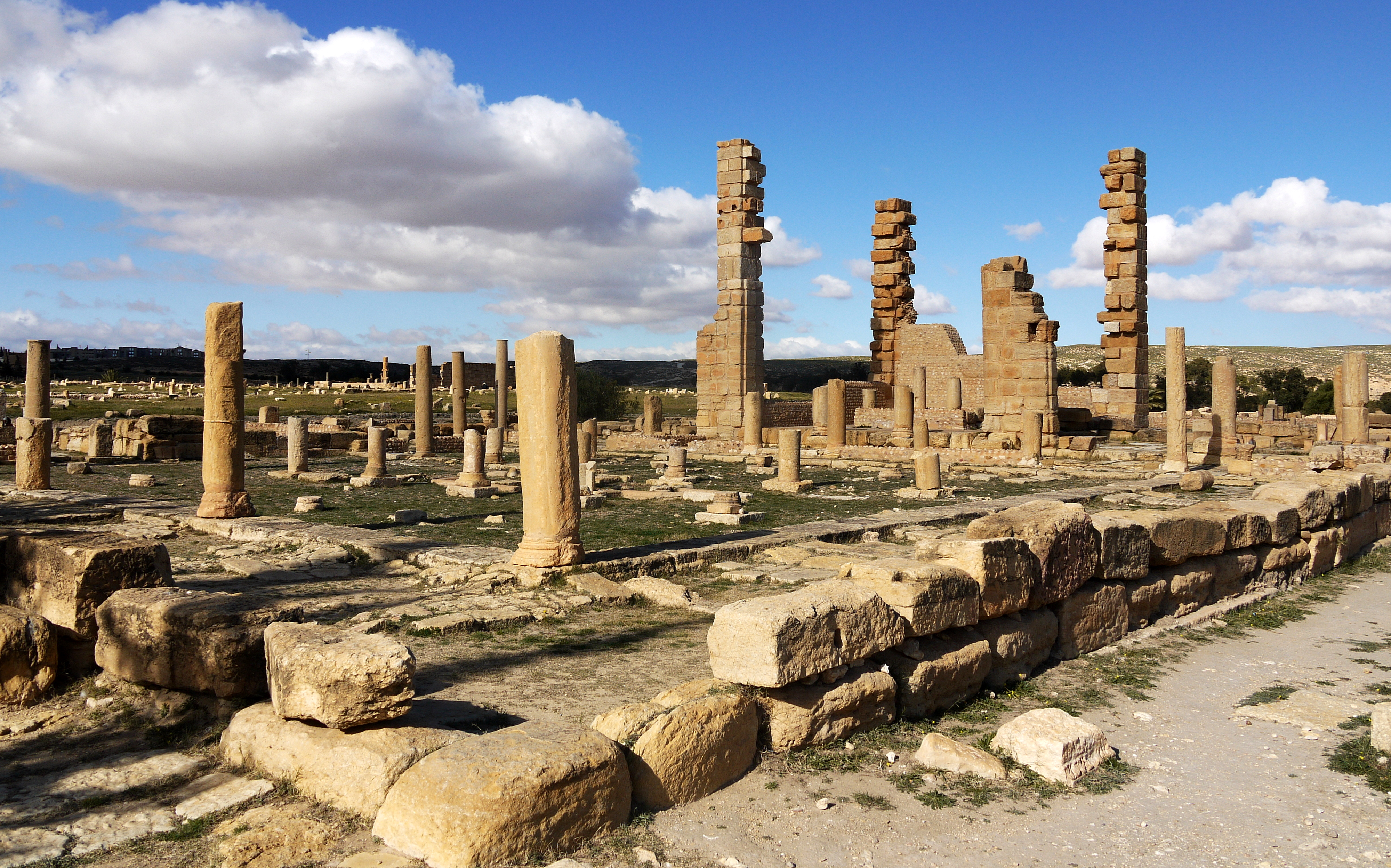
Ruinas de la iglesia de San Servo de Sufetula, la capital de Gregorio.

Gregorio el Patricio (m. 648) fue un gobernador bizantino, autoproclamado emperador de la provincia de África.

## Biografía
Gregorio el Patricio estaba emparentado con la casa imperial de Heraclio a través de Nicetas, primo del emperador romano de Oriente Constante II. Gregorio fue nombrado exarca de África por Constante en la primera mitad del siglo VII, cargo que combinaba autoridad civil y mando militar en un único gobernador. Gregorio se rebeló contra Constantinopla por la controversia religiosa entre monotelismo y monoenergismo. Declaró la independencia de su provincia y se proclamó emperador de África (del territorio del Exarcado de África, no del continente). El nuevo imperio se alió con los bereberes, 100.000 de los cuales lucharían más tarde por Gregorio.
Estableció su capital en Sufétula, en el Túnez central, para evitar las represalias bizantinas. Sin embargo, en ese momento los musulmanes se estaban expandiendo desde Arabia a todo Oriente Medio. El resultado fue que la ciudad de Cartago se llenó de refugiados que huían de Egipto (en particular melquitas), Palestina y Siria, con lo que crecieron las tensiones religiosas, pero lo más importante es que se hizo evidente para el emperador el grado de amenaza que planteaban aquellos invasores. Entre 647 y 648, los árabes bajo Abdalá ibn Sarh y Abd Allah ibn al-Zubayr atacaron la ciudad de Trípoli. El emperador Gregorio se enfrentó al ejército invasor, apoyado por miembros de las tribus bereberes, en la batalla de Sufetula, en la que 100.000 bereberes lucharon en su bando. Esta gran batalla se extendería varios días, hasta que Gregorio fue engañado y asesinado bajo las murallas de su propia capital. Su ejército fue entonces derrotado y acosado por los árabes victoriosos hacia Túnez y Argelia.
Con la muerte de Gregorio, el Imperio africano llegó a su fin. El dominio musulmán sería breve, y la provincia de África volvería fugazmente al gobierno bizantino bajo el exarca Genadio antes de perderse definitivamente ante los árabes. Gregorio el Patricio ha sido el único hombre en la historia en llamarse a sí mismo "emperador de África".

## Legado
Gregorio, un patricio griego, dirigió un enclave africano multirracial que recuerda vagamente al Egipto de los Ptolomeos, pero no sobrevivió lo suficiente como para tener un impacto cultural que lo separase de su identidad helénica. Al final, tanto Gregorio como su Imperio fueron relegados a notas a pie de página de la historia. Aun así, en 647 ambos parecían un baluarte seguro contra el empuje musulmán en el norte de África.